# Communauté de communes Cœur de Gascogne
La communauté de communes  Cœur de Gascogne est une ancienne communauté de communes française, située dans le département 
du Gers.
Elle s'étend au nord d'Auch.

## Historique
Elle est créée le 26 décembre 2001 avec 12 communes. En 2002, Mirepoix, Tourrenquets et Puycasquier intègrent la communauté de communes, puis en 2005, Saint-Jean-Poutge et en 2007 Castéra-Verduzan.
Le 1er janvier 2017, elle fusionne avec Le Grand Auch Agglomération pour former la communauté d'agglomération Grand Auch Cœur de Gascogne.

## Composition
Elle était composée des 19 communes suivantes :

| Nom               | Code Insee | Gentilé              | Superficie (km2) | Population (dernière pop. légale) | Densité (hab./km2) |
| ----------------- | ---------- | -------------------- | ---------------- | --------------------------------- | ------------------ |
| Jegun (siège)     | 32162      | Jegunois             | 39,25            | 1 182 (2022)                      | 30                 |
| Antras            | 32003      | Antrassiens          | 6,59             | 41 (2022)                         | 6,2                |
| Ayguetinte        | 32024      | Ayguetintois         | 6,31             | 157 (2022)                        | 25                 |
| Biran             | 32054      | Biranais             | 36,86            | 377 (2022)                        | 10                 |
| Bonas             | 32059      | Bonassiens           | 10,1             | 116 (2022)                        | 11                 |
| Castéra-Verduzan  | 32083      | Castérois            | 19,82            | 1 042 (2022)                      | 53                 |
| Castillon-Massas  | 32089      | Castillonais         | 9,59             | 225 (2022)                        | 23                 |
| Lavardens         | 32204      | Lavardenais          | 30,55            | 365 (2022)                        | 12                 |
| Mérens            | 32251      | Mérensois            | 4,18             | 68 (2022)                         | 16                 |
| Mirepoix          | 32258      | Mirepéciens          | 7,25             | 229 (2022)                        | 32                 |
| Ordan-Larroque    | 32301      | Ordanais             | 42,64            | 868 (2022)                        | 20                 |
| Peyrusse-Massas   | 32316      | Peyrussans           | 6,49             | 114 (2022)                        | 18                 |
| Puycasquier       | 32335      | Puycasquiérois       | 20,14            | 428 (2022)                        | 21                 |
| Roquefort         | 32347      | Roquefortais         | 7,21             | 277 (2022)                        | 38                 |
| Roquelaure        | 32348      | Roquelaurois         | 21,23            | 577 (2022)                        | 27                 |
| Sainte-Christie   | 32368      | Christoliens         | 9,91             | 542 (2022)                        | 55                 |
| Saint-Jean-Poutge | 32382      | Saint-Jean-Poutgeois | 10,8             | 310 (2022)                        | 29                 |
| Saint-Lary        | 32384      | Saint-Lariens        | 9,67             | 274 (2022)                        | 28                 |
| Tourrenquets      | 32453      | Tourrenquétois       | 7,12             | 103 (2022)                        | 14                 |

## Démographie
| 2009 | 2011  |
| ---- | ----- |
| -    | 7 655 |

## Présidence
| Période | Période | Identité      | Étiquette | Qualité             |
| ------- | ------- | ------------- | --------- | ------------------- |
|         |         | Michel Baylac |           | Maire de Roquelaure |

### Sources
- Le SPLAF (Site sur la Population et les Limites Administratives de la France)
- La base ASPIC